# 고든 웨스트코트

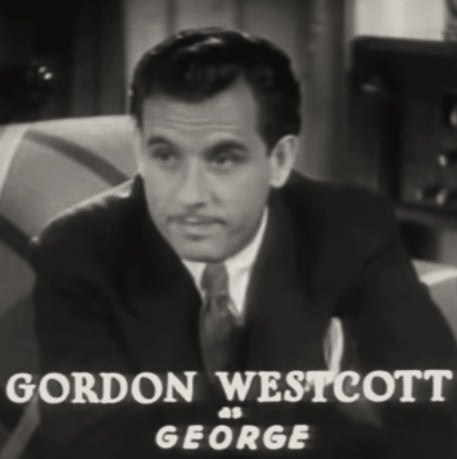

고든 웨스트코트(Gordon Westcott, 1903년 11월 6일 ~ 1935년 10월 31일)는 미국의 배우이다.
세인트조지에서 태어났으며 할리우드에서 사망하였다. 포리스트 론 메모리얼 파크에 매장되었다.

## 영화
- 고 인투 유어 댄스 (1935년)
- 패션스 오브 1934 (1934년)
- 더 월드 체인지 (1933년)
- 풋라이트 퍼레이드 (1933년)
- 러브 미 투나잇 (1932년)
- 헤리티지 오브 더 데저트 (1932년)